# أوامر القيادة العليا للفيرماخت بشأن معاملة أسرى الحرب السوفييت

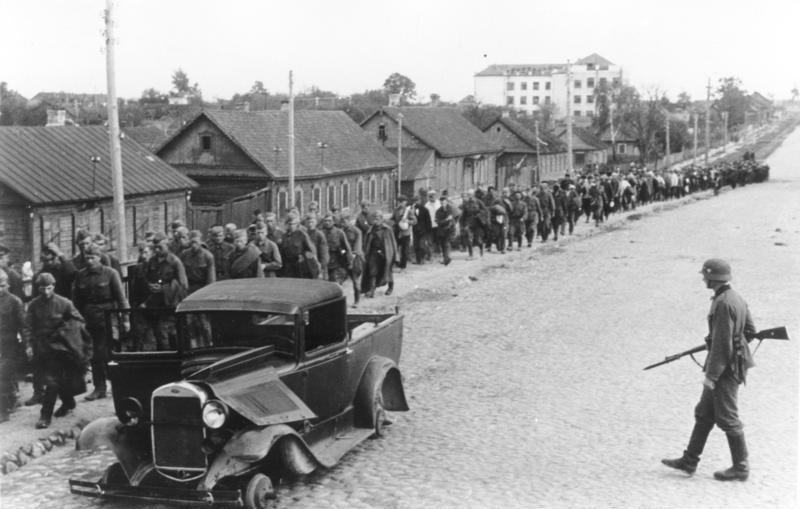
رتل من جنود الجيش الأحمر بعد وقوعهم في الأسر بالقرب من مينسك في يوليو 1941.

أوامر القيادة العليا للفيرماخت بشأن معاملة أسرى الحرب السوفييت هي حزمة من الأوامر العسكرية التي أصدرتها القيادة العليا للفيرماخت (بالألمانية: Oberkommando der Wehrmacht) فيما يختص بمعاملة الأسرى من جنود القوات السوفييتية أثناء الحرب العالمية الثانية وهي الأوامر التي تمت مراجعتها وتعديلها أكثر من مرة بحسب مجريات الحرب قبل تبلورها في شكلها الأخير.
كان من أهم هذه السلسلة من الأوامر:
- معاملة الأسرى السوفييت معاملة تختلف عن باقي أسرى قوات الحلفاء لدى القوات الألمانية بسبب توجّهاتهم البلشفية المعادية للسياسة الألمانية شكلًا وموضوعًا.[1]
- ضرورة قمع حالات التمرّد والمقاومة بقوة السلاح[2] في حين ستتسع دائرة العقاب الجماعي أي جندي ألماني يتهاون في استخدام السلاح لمواجهة تلك الحالات من العصيان أو لا يتعامل معها بالشدة والحزم المطلوبين.[2]
- إطلاق النار مباشرة على أي أسير سوفييتي يحاول الفرار.[2]
- الأسرى السوفييت من المدنيين والغير مطلوبين سياسيًا من قِبل القوات الألمانية سيتم تصنيفهم في مجموعات[2] بحيث تقوم هيئات الوحدة الوقائية بعمليات التصنيف.[2]

## الأوامر
- الأمر الصادر بتاريخ 8 سبتمبر 1941 مترجم إلى الإنكليزية ومنشور في محكمة نورنبيرغ تحت عنوان Nazi Conspiracy and Aggression, Vol IV. Document 1519-PS. تتوافر نسخة للاطلاع السريع على http://avalon.law.yale.edu/imt/1519-ps.asp ونسخة للتحميل بصيغة PDF على http://www.loc.gov/rr/frd/Military_Law/NT_Nazi-conspiracy.html
- الأمر الصادر بتاريخ 24 مارس 1942 مترجم إلى الإنكليزية ومنشور في محكمة نورنبيرغ تحت عنوان Nazi Conspiracy and Aggression, Vol III. Document 695-PS. تتوافر نسخة للاطلاع السريع على https://web.archive.org/web/20090421052603/http://www.ess.uwe.ac.uk/genocide/USSR6.htm ونسخة للتحميل بصيغة PDF على http://www.loc.gov/rr/frd/Military_Law/NT_Nazi-conspiracy.html